# Brigitte Becue
Brigitte Becue (née à Ostende le 18 septembre 1972), est une nageuse belge, spécialiste de la brasse.

## Biographie
Brigitte Becue a participé à quatre Jeux Olympiques consécutifs, les 1ers en 1988. Elle obtient sa 1re médaille internationale (d'argent) dans l'épreuve du 200 m brasse des Championnats d'Europe en 1989 et est championne d'Europe de cette même discipline en 1993. L'année 1995 est une année faste pour Brigitte Becue qui, aux Championnats d'Europe, remporte la médaille d'or des 100 et 200 m brasse et la médaille d'argent du 200 m 4 nages.
Elle a été désignée deux fois consécutivement sportive belge de l'année, en 1994 et 1995 ; elle reçoit, également en 1994, le Trophée national du Mérite sportif.

## Palmarès

### Championnats du monde de natation
- Championnats du monde de natation 1994 à Rome  Italie
  -  médaille de bronze de l'épreuve du 200 m brasse (temps : 2 min 28 s 85)

### Championnats d'Europe
- Championnats d'Europe 1989 à Bonn ( Allemagne de l'Ouest)
  -  médaille d'argent de l'épreuve du 200 m brasse (2 min 29 s 94)
- Championnats d'Europe 1993 à Sheffield ( Angleterre)
  -  médaille d'or de l'épreuve du 200 m brasse (2 min 31 s 18)
- Championnats d'Europe 1995 à Vienne ( Autriche)
  -  médaille d'or de l'épreuve du 100 m brasse (1 min 9 s 30)
  -  médaille d'or de l'épreuve du 200 m brasse (2 min 27 s 66)
  -  médaille d'argent de l'épreuve du 200 m 4 nages (2 min 16 s 25)
- Championnats d'Europe 1997 à Séville ( Espagne)
  -  médaille de bronze de l'épreuve du 200 m brasse (2 min 28 s 90)
- Championnats d'Europe 1999 à Istanbul ( Turquie)
  -  médaille de bronze de l'épreuve du 100 m brasse (1 min 10 s 23)
- Championnats d'Europe 2000 à Helsinki ( Finlande)
  -  médaille d'argent de l'épreuve de relais 4 × 100 m 4 nages (4 min 9 s 52) (Sofie Wolfs~Brigitte Becue~Fabienne Dufour~Nina van Koeckhoven)

### Championnats d'Europe de natation (petit bassin)
- Championnats d'Europe de natation en petit bassin 1998 à Sheffield  Angleterre
  -  médaille d'or de l'épreuve du 100 m brasse (temps : 1 min 07 s 71)
- Championnats d'Europe de natation en petit bassin 1999 à Lisbonne  Portugal
  -  médaille d'or de l'épreuve du 100 m brasse (temps : 1 min 08 s 15)
  -  médaille de bronze de l'épreuve du 200 m brasse (temps : 2 min 26 s 82)

## Record
- Record d'Europe du 100 m brasse (en bassin de 25 m), en 1 min 06 s 87, le 28 mars 1998 à Paris. Ce record d'Europe est battu par Emma Igelström le 6 janvier 2002. Il est maintenu comme record de Belgique jusqu'à ce que Fanny Lecluyse le batte le 8 novembre 2014.

## Autre
- 2007 : Participation au rallye Dakar en tant que copilote de son compatriote Stéphane Henrard sur Volkswagen Buggy, ils ont fini à la 10e place[1],[2],[3].